# Casalalta
Casalalta is een plaats (frazione) in de Italiaanse gemeente Collazzone.